# J. T. 스노

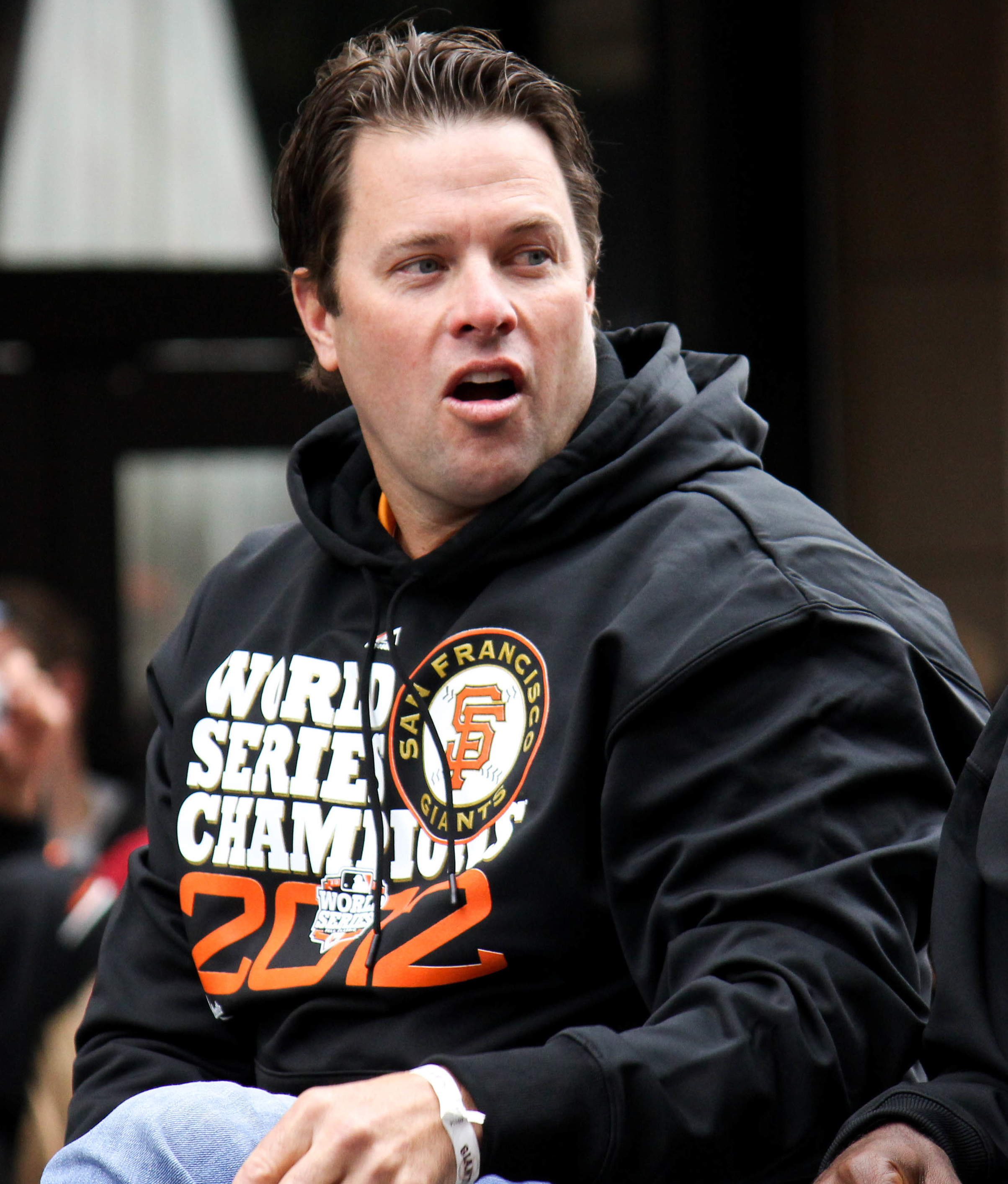
2012년 월드 시리즈 승리 퍼레이드에서의 모습

J. T. 스노(J. T. Snow, 본명: 잭 토마스 스노 주니어, Jack Thomas Snow Jr., 1968년 2월 26일 ~ )는 미국의 전직 프로야구 선수이자 TV 스포츠 컬러 해설자이며 현재 오클랜드 볼러스의 벤치 코치이다. 그는 1992년부터 2006년까지 메이저 리그 야구에서 1루수로 활약했으며, 특히 샌프란시스코 자이언츠의 멤버로 활약했다. 스노는 1995년부터 2000년까지 1루수로서 6년 연속 골드글러브상을 수상하며 수비수로서 탁월했다. 스노는 선수 생활을 마친 후 라디오 및 TV 방송 분야에서 일했다. 그는 또한 자이언츠의 단장 특별 보조원으로도 일했다.